# Chiesa di San Matteo (Roma)
La chiesa di San Matteo è un luogo di culto cattolico di Roma, nella zona Casal Morena, in via Anagnina.
La facciata presenta un rosone centrale ove è raffigurato l'evangelista Matteo. All'interno, il tabernacolo in bronzo è sormontato da un grande crocifisso.
La chiesa è sede parrocchiale, eretta il 13 maggio 1953 con il decreto del cardinale vicario Clemente Micara Sanctissimus dominus noster, ed è affidata dal 1993 ai Missionari Identes.
Furono gli abitanti di Casal Morena a rivendicare una propria chiesa, e lo fecero in un modo allora inconsueto: quello di innalzare cioè uno striscione, durante un'udienza di Pio XII a Castel Gandolfo nell'estate 1951, per chiedere una chiesa per la loro zona, che ne era sprovvista. Fu così che, grazie soprattutto alla munificenza del pontefice, venne acquistato il terreno e costruita, negli anni successivi, la prima chiesa di Casal Morena.